# Ministerium für Inneres, Wirtschaft und Umwelt
Das Ministerium für Inneres, Wirtschaft und Umwelt ist eines der fünf Ministerien der Liechtensteinischen Landesverwaltung (LLV). In ihm sind die Aufgabenbereiche zusammengefasst, die in anderen Ländern vom Innen-, vom Wirtschafts- und vom Umweltministerium wahrgenommen werden.
Vorsteher ist seit dem 10. April 2025 Regierungsrat Hubert Büchel.

## Organigramm
|                                                                                        |                                                                                        |                                                                                        |                                                                                        |                                                                                        |                                                                                        |  |  | Ministerium für Inneres, Wirtschaft und Umwelt           |                                                          |                                                          |                                                          |                                                          |                                                          |  |  |                       |                       |                       |                       |                       |                       |
|                                                                                        |                                                                                        |                                                                                        |                                                                                        |                                                                                        |                                                                                        |  |  |                                                          |                                                          |                                                          |                                                          |                                                          |                                                          |  |  |                       |                       |                       |                       |                       |                       |
|                                                                                        |                                                                                        |                                                                                        |                                                                                        |                                                                                        |                                                                                        |  |  |                                                          |                                                          |                                                          |                                                          |                                                          |                                                          |  |  |                       |                       |                       |                       |                       |                       |
| Inneres Amt für Bevölkerungsschutz Ausländer- und Passamt Landespolizei Zivilstandsamt | Inneres Amt für Bevölkerungsschutz Ausländer- und Passamt Landespolizei Zivilstandsamt | Inneres Amt für Bevölkerungsschutz Ausländer- und Passamt Landespolizei Zivilstandsamt | Inneres Amt für Bevölkerungsschutz Ausländer- und Passamt Landespolizei Zivilstandsamt | Inneres Amt für Bevölkerungsschutz Ausländer- und Passamt Landespolizei Zivilstandsamt | Inneres Amt für Bevölkerungsschutz Ausländer- und Passamt Landespolizei Zivilstandsamt |  |  | Wirtschaft Amt für Volkswirtschaft Amt für Kommunikation | Wirtschaft Amt für Volkswirtschaft Amt für Kommunikation | Wirtschaft Amt für Volkswirtschaft Amt für Kommunikation | Wirtschaft Amt für Volkswirtschaft Amt für Kommunikation | Wirtschaft Amt für Volkswirtschaft Amt für Kommunikation | Wirtschaft Amt für Volkswirtschaft Amt für Kommunikation |  |  | Umwelt Amt für Umwelt | Umwelt Amt für Umwelt | Umwelt Amt für Umwelt | Umwelt Amt für Umwelt | Umwelt Amt für Umwelt | Umwelt Amt für Umwelt |

## Inneres
Das Ministerium für Inneres ist zuständig für das Sicherheits- und Rettungswesen, für den Bevölkerungsschutz, für das Bürgerrecht und die politischen Volksrechte, das Zivilstandswesen und das Ausländerrecht. Zudem obliegt ihm die Aufsicht über die Gemeinden.
Das seit 2007 bestehende Amt für Bevölkerungsschutz (ABS) ist für die Ausbildung der Feuerwehren und den Zivilschutz zuständig. Beim Zivilschutz gibt es im Gegensatz zur Schweiz keine Dienstpflicht. Das Amt erstellt landesweite Gefahrenkarten und organisiert im Verbund mit dem schweizerischen Bundesamt für wirtschaftliche Landesversorgung die Versorgung der Bevölkerung in Notlagen.
Das Ausländer- und Passamt (APA) stellt Reisepässe, Identitätskarten, Ausländer- und Grenzgängerbewilligungen aus.
Die Landespolizei gliedert sich in die drei Abteilungen Sicherheits- und Verkehrspolizei, Kriminalpolizei sowie in die Kommandodienste. Bei der Landespolizei sind über 80 Polizeibeamte beschäftigt. Seit 2003 ist die Landespolizei assoziiertes Mitglied des Ostschweizer Polizeikonkordats.
→ Hauptartikel: Landespolizei (Liechtenstein)
Das Zivilstandsamt (ZSA) nimmt Eheschliessungen vor und beurkundet Geburten, Partnerschaften und Todesfälle der liechtensteinischen Staatsbürger im In- und Ausland. Bis 1973 waren die von örtlichen Pfarrern geleiteten Registeramtskreise für das Zivilstandswesen zuständig.

## Wirtschaft
Das Amt für Volkswirtschaft (AVW) erfüllt ein umfangreiches Aufgabengebiet mit den Bereichen Gewerberecht, Arbeitsinspektorat, Warenverkehr, Wettbewerbsrecht, Konsumentenschutz, Markenprüfung, Standortförderung, Spielbanken, Energiefachstelle und Arbeitslosenversicherung. Der Arbeitsmarkt Service Liechtenstein (AMS FL) berät Arbeitslose und betreibt eine Stellenvermittlungsplattform. Die Regierung stützt sich bei der Umsetzung der Wirtschaftspolitik auf das Amt für Volkswirtschaft ab.
Das Amt für Kommunikation (AK) ist die Regulierungs-, Aufsichts- und Verwaltungsbehörde im Bereich der Telekommunikation. Sie fördert einen wirksamen Wettbewerb und sorgt für einen diskriminierungsfreien Zugang zu Netzen und Dienstleistungen.

## Umwelt

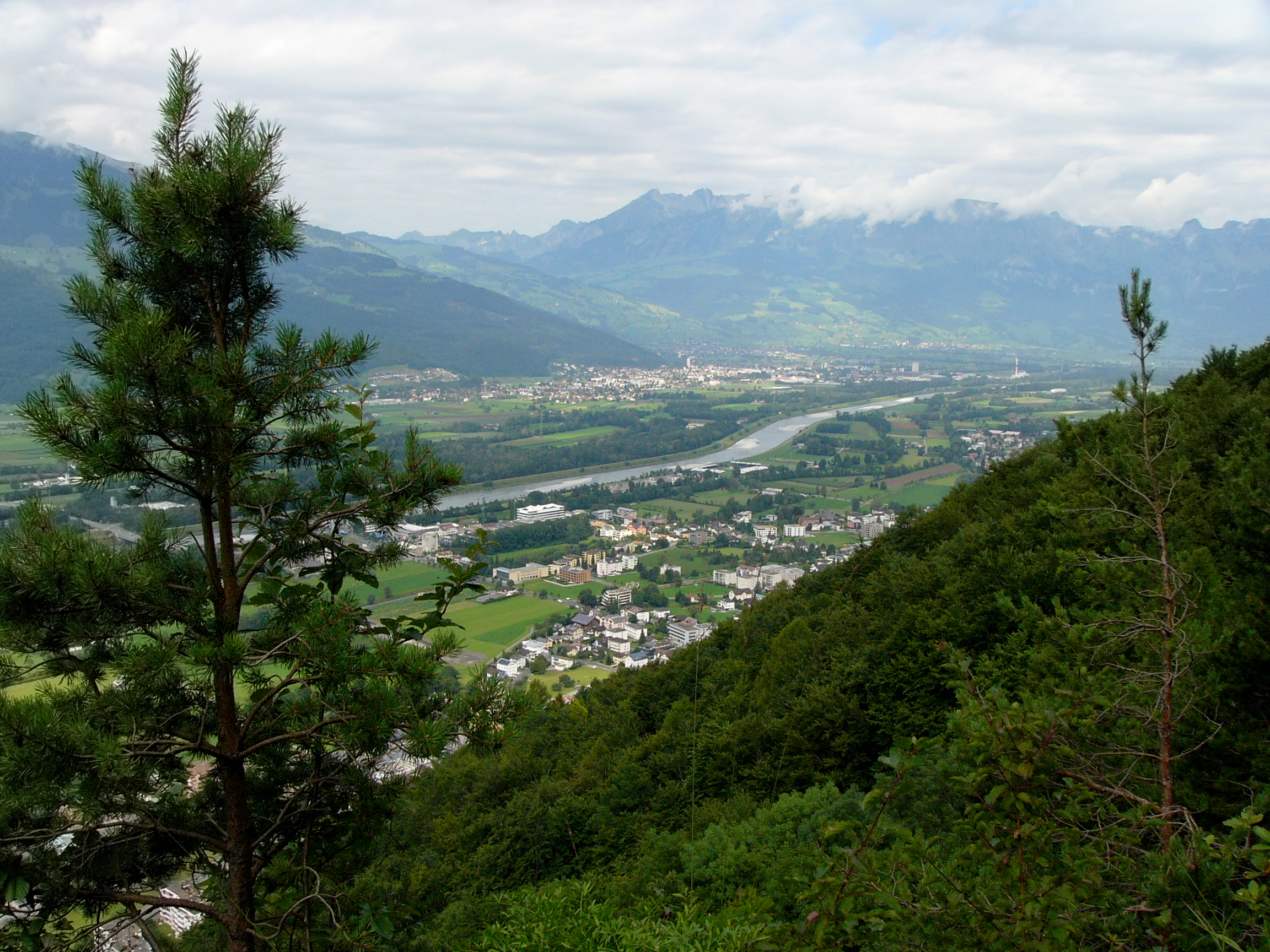
Trotz der Verbauungen stellt der Rhein immer noch eine Gefahr dar. Ein internationales Entwicklungskonzept soll die Bereiche Hochwassersicherheit, Grundwasser und Ökologie verbessern.

Das Amt für Umwelt (AU) ist für alle Belange in den Bereichen Umweltschutz, Landwirtschaft sowie Wald und Landschaft zuständig. Es berät und informiert die Öffentlichkeit und wirkt beim Erstellen neuer Umweltschutzbestimmungen mit. Neben der nationalen Umweltpolitik nimmt seit den späten 1990er-Jahren die Einbindung in die internationale Umwelt- und Klimapolitik einen grösseren Stellenwert ein.